# Feriola insularis
Feriola insularis är en tvåvingeart som beskrevs av Richter 1986. Feriola insularis ingår i släktet Feriola och familjen parasitflugor. Inga underarter finns listade i Catalogue of Life.